# Fortaleza incaica de Chena
La Fortaleza incaica de Chena, también conocida como Huaca de Chena o Pucará de Chena, es una construcción de origen incaico localizada en el cerro Chena, en la confluencia de las comunas de Calera de Tango y San Bernardo, en la Región Metropolitana de Chile.
Los primeros estudios sobre la Fortaleza Incaica de Chena lo identificaron como un sitio defensivo o pucará. Recientes investigaciones han propuestos otras posibles funciones, sugiriendo que pudo haber sido un observatorio astronómico, un centro ceremonial o ushnu, o una huaca de importancia religiosa. Algunas hipótesis plantean que el sitio pudo haber cumplido simultáneamente múltiples roles.

## Etimología
En quechua, huaca se refiere a todo lo que descuella del paisaje, en este caso un cerro con forma de puma, (en quechua, chiena, significa puma en celo) por lo que la huaca se debe haber erigido sobre el cerrito que representaba al producto de la concepción de este.

## Historia
Construida por los incas del Collasuyo, la fortaleza o Pucará del Cerro Chena se ubica en la puntilla de Cucará, hasta donde se accede por el camino Catemito,
en la que fuera la sexta hijuela del antiguo fundo de San Agustín.

### Santuario Austral
En la actualidad, el Pucará de Chena, pese a la controversia existente en relación con su ocupación por la cultura inca en el periodo prehispánico, es reconocido como el Santuario inca más austral del mundo.

### Diversas interpretaciones
Hay antecedentes de un intercambio desarrollado entre Patricio Bustamante y Rubén Stehberg en torno al simbolismo y función del pucará del cerro Chena. Patricio Bustamante defendía la tesis de que la instalación de Chena sería una huaca y no un pucará, dadas las características de los restos arqueológicos encontrados y las correspondencias astronómicas que tenía el recinto en cuestión. Stehberg era de la opinión que los restos correspondían a una fortaleza defensiva relacionada con la expansión militar del imperio.  Rubén Stehberg reconoció la posibilidad de una interpretación desde la arqueoastronomía, al mismo tiempo que abría la puerta a hacer confluir otras variables al estudio de la arqueología en Chile.

### Arquitectura
Esta fortaleza cuenta con un conjunto de nueve recintos situados en la cumbre del cerro y de dos muros de circunvalación que se interpretaron en un comienzo como defensivos pero son parte de la tripartición cósmica inca.

### Tripartición inca
Los incas creían que el espacio horizontal estaba dividido en dos partes, y cada una de ellas subdividida en otras dos, el mundo aparecía compuesto por tres planos:
1. Hanan Pacha: El mundo del ascenso. Partes Hanan Pacha (mundo de arriba) y Ñaupa Pacha (mundo antiguo o mundo de los antepasados).
2. Kay Pacha: El mundo del centro que se dividía en Sanka Pacha mundo del castigo o los condenados y Kay Pacha mundo de aquí
3. Uku Pacha o Urin Pacha: El mundo de abajo.

Pacha significa ‘mundo’, 'tiempo y espacio' y Mama es la  ‘madre’, pachamama entonces es la madre Tierra.

### ¿Pucará o huaca?: Una pregunta necesaria
La primera aproximación a una nueva interpretación, fue publicada en 1991. Esta apunta a que el perímetro de los muros del pucará, sugiere la forma de un animal, posiblemente un felino.
Y los muros defensivos no serían tales sino las tres áreas de la cosmovisión inca.

Esta interpretación defensiva no alcanza a precisar todas las actividades humanas desarrolladas dentro de los espacios fortificados. Agrega que en Chena, la abundante fragmentación cerámica, los profusos huesos de camélidos, las conchas de moluscos marinos y dulceacuícolas, el fragmento de una flauta de combarbalita y una hoja de hacha de cobre, resaltan la visión de la existencia de un activo asentamiento dentro de los muros de la fortaleza que estarían reflejando múltiples actividades y funciones, más allá de la puramente defensiva. Plantea que el uso del concepto fortaleza presenta una carga significativa fundamentada en la disciplina histórica que coarta las posibilidades de discriminar otras categorías funcionales, que permitirían una mejor comprensión de los yacimientos. 
Rubén Stehberg

### Forma de felino, al igual que la ciudad de Cuzco
Esta forma semejante a un animal (única descrita en Chile), es similar a la figura de un puma que estaba representada en la planta de la ciudad capital del Imperio inca, Cuzco.
Pedro Sarmiento de Gamboa señaló que la ciudad fue concebida por sus constructores con la forma de un puma. Fernando y Edgardo Elorrieta, describen gran cantidad de edificios incaicos ubicados en el valle sagrado, que semejan formas de animales, algunos de ellos relacionados con las constelaciones oscuras que veían en el cielo nocturno. También describen asociaciones de estos edificios con la astronomía. La parte trasera de este felino, presenta aberturas de puertas, pasillos y separaciones entre muros, que permiten el paso del primer rayo de sol en solsticios y equinoccios. El paso del primer rayo de sol en el solsticio de invierno (21 de junio) a través de cuatro puertas recorre un sentido. Durante el amanecer del solsticio de verano (21 de diciembre) a meses después, el último rayo de sol recorre el camino inverso.

## La Huaca de Chena
Luego de una revisión de sucesivos estudios arqueológicos realizados en el Pucará de Chena. el arqueólogo Rubén Steberg reexaminó las conclusiones disponibles en el 2001. El Pucará de Chena no sería solo una fortaleza incaica sino más propiamente una “huaca”, un lugar sagrado. Su instalación estaría ajustada a prácticas de sacralización de la geografía y estaría formando parte de un paisaje ritualizado. Su disposición morfológica respondería no solo a claves zoo-mórficas sino también claves astronómicas. Es posible también la influencia de lugares sacramentales locales previos a su fundación.
Una huaca es un lugar sagrado, un espacio de uso ritual. Las descripciones anteriores parecen señalar que el Pucará de Chena fue y es una huaca.

Esta sacralización andina de su geografía tiene antecedentes de larga data en los Andes y no debe pensarse que es sólo incaica, si bien, el Tawantinsuyu la adapta de la manera que más conviene a sus intereses políticos. Además, no debe creerse que esta percepción geográfica se aplica sólo al área nuclear andina. Por el contrario, adonde fuesen los funcionarios estatales Tawantinsuyu o llegase su influencia, se difunde esta particular forma de percibir y organizar el mundo físico.
Ruben Stehberg (arqueólogo)

### Razones por las que es una huaca y no un pucará
Las razones que apoyan a este lugar como ceremonial y no como militar son:
1. Durante las excavaciones no fueron encontradas armas, el agua está a 2,5 km de distancia, los alojamientos para 6 personas eran insuficientes para la guarnición que se supone debió defender los extensos muros perimetrales;
2. El pucará tiene forma zoomorfa (parece un puma) y esa es una característica de los centros ceremoniales incas;
3. Si se observa, el pucará se compone de tres espacios separados[15] (la primera muralla perimetral, la segunda muralla perimetral y los recintos centrales), lo que puede interpretarse como la típica “tripartición inca[nota 1] de Pachacuti Yamqui” (una zona inferior, una zona terrestre y una zona celestial);
4. Finalmente, es posible observar en el recinto principal la existencia de un ushnu (lugar de observación). Se puede trazar una línea recta entre el ushnu de Chena y el lugar donde el sol se pone todos los solsticio de invierno (en la Cordillera de la Costa).

### Fiesta de Inti Raymi
Era la principal fiesta y a ella concurrían «los curacas, señores de vasallos, de todo el imperio [...] con sus mayores galas y invenciones que podían haber». La preparación era estricta, pues en los previos «días no comían sino un poco de maíz blanco, crudo, y unas pocas de yerbas que llaman chúcam y agua simple. En todo este tiempo no encendían fuego en toda la ciudad y se abstenían de dormir con sus mujeres». Para la ceremonia misma, las vírgenes del Sol preparaban unos panecillos de maíz. Ese día, el soberano y sus parientes esperaban descalzos la salida del sol en la plaza. Puestos en cuclillas (que entre estos indios es tanto como ponerse de rodillas) con los brazos abiertos y dando besos al aire, recibían al astro rey. Entonces el inca, con dos vasos de oro, brindaba la chicha: del vaso de la izquierda bebían sus parientes; el de la derecha era derramado y vertido en un tinajón de oro».
Garcilaso de la Vega

## El observatorio astronómico de la Huaca de Chena
Los incas habían desarrollado una astronomía, basada en la salida y puesta del Inti (el Sol), Quilla (la Luna) y ciertos planetas y astros, particularmente Chasca (Venus) y Collca (las Pléyades)
En 1996 se publicó un nuevo artículo en una revista de ingeniería.
En él se abordó una nueva propuesta de interpretación, según la cual «el pucará podría ser un sitio ritual y un observatorio astronómico».
La abundante literatura especializada, señala que los astrónomos incas realizaban observaciones de alta precisión y construían observatorios a lo largo del territorio que ocupaban. Estos observatorios eran necesarios para la elaboración de calendarios con fines agrícolas, religiosos, civiles, etc. profundizan en esta línea de análisis.

### Calendario
Debido a las grandes distancias que normalmente había entre villorrios y la necesidad de recorrerlas a pie, hace presumir que cada asentamiento de relativa importancia, contaba con un observatorio que permitía a los habitantes, manejar su propio calendario. El asentamiento inca que encontraron los españoles al llegar al valle de Santiago seguramente no era la excepción.
La fecha en la cual el sol pasa por el nadir (el anticenit) también era conocida, y formaba un eje temporal con el paso por el cenit. Aveni descubrió, en la ciudad incaica de Huánuco Pampa, dos edificios importantes cuya orientación es notoriamente diferente del resto de la ciudad: se alinean con el eje cenit-anticenit, lo que denomina posteriormente el "tiempo estándar de Cuzco", pues sugiere que los incas, al no poder aplicar los mismos criterios temporales en todo su imperio (pasado los trópicos, el sol no pasa nunca por el cenit -caso de Chena-), tenían que mantener una coherencia calendárica entre lugares remotos de su imperio y la capital. En Chena, no hemos visto este tipo de alineamiento hacia el "huso horario de Cuzco".

### Técnicas de observación
El 23 de junio es la fiesta del Inti Raymi, el Año nuevo inca. Si el inca se paraba en el comienzo de la línea roja más corta, observaba salir el primer rayo de sol a través de una ranura entre dos muros. El sol se elevaba tras el Ushnu o altar. Para desnaturalizar esta fiesta solaparon con la fiesta de san Juan Bautista ( 24 de junio) y en otros pueblos la fiesta de san Pedro y san Pablo ( días 29 y 30 de junio)

### Solsticio de invierno
La puesta del sol del solsticio de invierno ocurre en un punto "clave" desde el ushnu de Chena: la intersección del horizonte más cercano (el cordón de Chena) y del más lejano (cordillera de la Costa). Además, en esta dirección precisa se encuentra la cumbre del cerro más alto (1.166 m s. n. m.) que culmina al sur de la Cuesta Zapata (mapa IGM Santiago 3300-7030 a escala 1:250.000). Este detalle podría no ser una coincidencia, sino un requisito topográfico importante, debido a la asociación conocida de los cerros altos con el culto al agua en varias culturas.
La interacción con los incas ayudó a los mapuches a hacer mejores observaciones astronómicas. De acuerdo con Aveni, la salida heliaca de las Pléyades da inicio al año Inca, lo que ocurre unos 13 a 15 días antes del solsticio de invierno. Ellos vieron una relación entre el tiempo en que las Pléyades son visibles y el ciclo agrícola anual. De esta manera uno de los nombres con que designaban al cúmulo era Collca, que significa depósito de alimentos en quechua. Las Pléyades están ausentes del cielo nocturno entre el 3 de mayo y 9 de junio, durante un período de 37 días, período que coincide con el que media entre la cosecha y la próxima época de siembra en el altiplano.
La observación de la primera aparición de las Pléyades no solo definía el inicio del año Inca y Mapuche, sino también les permitía pronosticar las precipitaciones en la siguiente temporada y según esto adelantar o atrasar las siembras.

### Determinación del Eje Norte-Sur geográfico
Por ejemplo, para determinar el norte astronómico o geográfico, basta observar el punto de salida y el punto de puesta de la estrella Vega (Alfa de Lira), Urcu Chillay o llama macho para los incas, alrededor del solsticio de invierno. Luego buscar el punto medio, este representa el norte. Probablemente este método simple permitió a los antiguos astrónomos determinar el eje Norte–Sur. El esquema siguiente, producto de más de una década de observación in situ de eventos astronómicos, muestra el sistema de observación astronómica a simple vista, probablemente usado por los astrónomos incas para diseñar la huaca y luego para realizar sus observaciones del movimiento aparente de los astros.

## Primer ceque encontrado en Santiago
Durante la celebración del Inti Raymi de 2006 en la huaca de Chena, el arqueólogo y andinista Ricardo Moyano observó la salida del sol y reconoció la depresión en los cerros donde sale el Sol, como el sitio llamado Portezuelo del Inca. Hasta ese momento este nombre no tenía explicación. A partir de esa observación, en opinión de Stehberg, podría tratarse de la primera línea de ceque encontrada en Santiago.

## Arqueología de la Huaca

### Hallazgos arqueológicos
Stehberg en otra excavación halló cerámica con influencia incaica la que se evidencia en una escudilla ornitomorfa (Rengo) y dos escudillas gemelas (Chillehue) que presentan similitudes con piezas encontradas en los sitios incas del cerro Chena y el cementerio "Los Valientes" de Nós.
Al pie del cerro Chena se encontraron también dos cementerios, presumiblemente diaguita-incásico, separados uno de otro por unos 600 m. Los diaguitas, por la preocupación mostrada en sus entierros, mostraban una preocupación por una vida post-muerte en la cual la llama tiene un papel primordial. Las cerámicas duales apuntan hacia la creencia de la existencia de dos mundos en las cuales los chamanes son el nexo. Con la llegada de los incas se trajo la tradición de hacer altares y santuarios en los cerros más altos del valle.

## Actualidad

### El abandono en la actualidad
Este sitio está bastante abandonado. La administración del mismo está en manos de las Municipalidades de Calera de Tango y San Bernardo, las cuales no cuentan con los recursos necesarios para una adecuada mantención y administración. Una alambrada, al parecer ilegalmente reubicada, invade terrenos de la Huaca. La ausencia de planos detallados en las municipalidades de San Bernardo y Calera de Tango han retrasado las investigaciones. Donde se encontraron los cementerios ubicados al poniente, hoy hay campos de cultivo. En la cumbre, la reconstrucción realizada en la década de 1960 está prácticamente destruida, quedando solo la base de algunos muros y parte de ellos han desaparecido por completo. Los excursionistas inconscientemente retiran piedras de los muros para hacer sus fogatas. Los letreros instalados hace años, todavía mencionan como única función del pucará el uso bélico. Ninguna mención existe a los hallazgos realizados producto de las nuevas investigaciones. Es urgente un esfuerzo serio para salvar y revitalizar este importante trozo del pasado prehispánico.

### Sitio sagrado vigente
En contraste con este abandono físico, en la última década diversos grupos y personas están redescubriendo la Huaca. Destaca la comunidad Quechua Aymará de Santiago, que está realizando gestiones ante las autoridades con el objeto de recuperar la huaca de Chena como un espacio ritual para las nuevas generaciones de descendientes de las etnias originarias andinas. Las comunidades estiman importante que los descendientes de los pueblos andinos pudieran recuperar este lugar sagrado (actualmente en virtual abandono), para contar con un espacio ritual propio dentro de la ciudad. Esto les permitiría establecer un nexo físico y espiritual con su herencia cultural. Jach'a Marka Aru (La Voz del Pueblo Grande) que agrupa a los descendientes de los incas quieren adorar al sol en el Ushnu de Chena en los próximos Inti Raymis.